# Dhulikhel
Dhulikhel es una localidad en Nepal, que es el centro administrativo del distrito de Kavrepalanchowk. Su población es de 16 200 personas (censo 2014).  Dhulikhel se encuentra sobre la autopista B.P. Koirala y la autopista Arniko. La autopista Arniko conecta Katmandú, con el pueblo de Kodari en Tíbet. Dhulikhel se encuentra en la ladera este del valle de Katmandú, al sur de los Himalayas a una elevación de 1550m m s. n. m. y a 30 km al sureste de Katmandú y 74 km al suroeste de Kodari. Está habitado por personas de las etnias o castas Newari, Brahmin, Chhettri, Tamang y Dalit.

## Turismo
Desde hace siglos Dhulikhel ha sido un importante centro comercial en la ruta que conecta Nepal con el Tíbet.  Los nepaleses importaban sal y oro del Tíbet.  Por su parte los tibetanos ingresan con sus rebaños de ovejas a Nepal durante Dashain, la mayor festividad hindú, aprovechando para regresar con bienes adquiridos en Nepal.

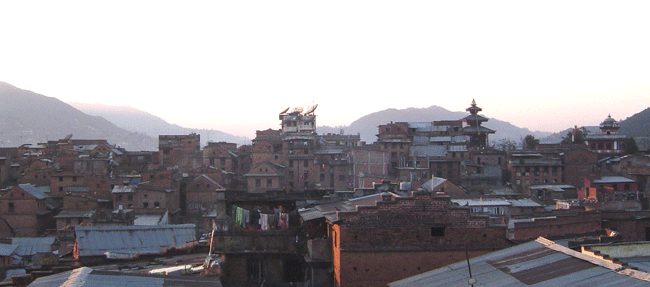
Paisaje urbano en Dhulikhel.

En la zona donde se encuentra ubicada Dhulikhel las planicies se elevan de manera gradual hacia las montañas verdes y los Himalayas coronados de nieve. El paisaje permite contemplar desde el monte Annapurna por el oeste hasta el monte Karolung por el este. En total se observan más de veinte picos incluidos el monte Annapurna (8091 m), monte Ganesh Himal (7429 m), monte Langtang (7234 m), monte Phuribichyachu (6637 m), monte Gaurishanker (7134 m) y el monte Lhotse (8516 m).

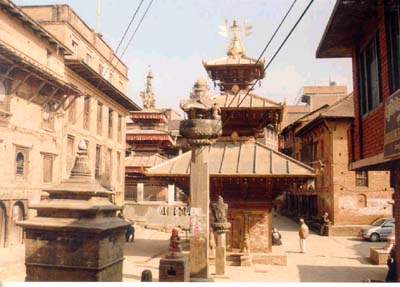
Plaza del templo con el Templo Narayanthan, Dhulikhel.

La parte antigua de la localidad se ubica en la zona sur, y está formada por numerosas antiguas viviendas newari, a menudo ocupadas por familias extendidas de 20 o más miembros. Se destacan sus puertas y ventanas talladas en madera, propias de la artesanía newari.
La localidad que ha estado habitada desde hace 5 siglos se destaca por sus callecitas medievales angostas. La organización y diagrama de la localidad obedece a una antigua doctrina hindú de planificación donde la posición, forma, escala y relación entre los edificios, templos, plazas públicas tienen su propio significado y armonía.  Alrededor de Dhulikhel, se encuentran varios asentamientos.  Uno de estos asentamientos antiguos es Shreekhandpur, ubicado a 2 km del centro cerca de la Universidad de Katmandú.